# Cymothoe conformis
Cymothoe conformis är en fjärilsart som beskrevs av Aurivillius. Cymothoe conformis ingår i släktet Cymothoe och familjen praktfjärilar. Inga underarter finns listade i Catalogue of Life.